# Боргарбиггд
Боргарбиггд (исл. Borgarbyggð, исландское произношение: [ˈpɔrkarˌpɪkːð]) — община на западе Исландии в регионе Вестюрланд. В 2021 году в общине на 4927	км² проживало 3758 человек.

## История
Община Боргарбиггд была образована 11 июня 1994 года в результате слияния четырёх общин: одной городской — Боргарнесбайр и трех сельских — Нордюраурдальсхреппюр, Стафхольстунгнахреппюр и Хрёйнхреппюр. Затем 7 июня 1998 года к Боргарбиггд присоединились сельские общины Аульфтанесхреппюр, Боргархреппюр и Твераурхлидархреппюр. Ещё три сельские общины были присоединены к Боргарбиггд  27 мая 2006 года — Боргарфьярдарсвейт, Хвитарсидюхреппюр и Кольбейнсстадахреппюр.

## География
В настоящее время территория общины охватывает всю юго-восточную оконечность полуострова Снайфедльснес. На западе она граничит с землями общины Эйя-ог-Миклахольтсхреппюр, на севере с Далабиггд и Хунатинг-Вестра, на северо-востоке с Хунаватнсхреппюр. К юго-востоку от Боргарбиггд  находится община Гримснес-ог-Грапнингсхреппюр, а на юге  Скоррадальсхреппюр и Хвальфьярдарсвейт.
В общине есть несколько городов, сельских населённых пунктов и прочих мелких поселений (хутора, фермы и т.п.). Крупнейшим городским поселением в Боргарбигге является город Боргарнес с населением 2012 человек. В небольшом городе Хваннейри с 307 жителями (по состоянию на 1 января 2019) находится Сельскохозяйственный университет Исландии, а в деревне Биврёст — Университет Биврёста.
Основное занятие жителей — сельское хозяйство (овцеводство, коневодство, молочное скотоводство) и туризм.

## Транспорт
По территории общины проходит участок кольцевой дороги Хрингвегюр 1, несколько дорог регионального значения — Снайфедльснесвегюр 54, Хейдальсвегюр 55, Боргарфьярдарбрёйт 50, Вестфьярдарвегюр 60 и Ухсахриггьявегюр 52. Есть 16 дорог местного значения: Скоррадальсвегюр 508, Хваннейрарвегюр 511, Люндаррейкьядальсвегюр 512, Флоукадальсвегюр 515, Хаулсасвейтравегюр 518, Драгавегюр 520, Твераурхлидарвегюр 522, Вармаландсвегюр 527, Нордюраурдфльсвегюр 528, Рёйданесвегюр 532, Аульфтанесхреппсвегюр 533, Гримсстадавегюр 535, Стаунгархольтсвегюр 536, Скидхольтсвегюр 537, Хитардальсвегюр 539, Хрёйнхреппсвегюр 540.
Неподалёку от дороги 516 есть аэропорт Стоурикроппюр, расположенный в 30 км от города Боргарнес.

## Население
Источник: Mannfjöldi eftir kyni, aldri og sveitarfélögum 1998-2021 (исл.). hagstofa.is. Reykjavík: Hagstofa Íslands [Статистическая служба Исландии]. Дата обращения: 16 октября 2021.

## Галерея
- Природные достопримечательности на территории общины
- Водопады Хрёйнфоссар
- Водопад Баднафосс
- Река Глюфюрюау
- Кратеры Грауброук возле города Бифрёст
- Вид на горные массивы Хабнарфьядль и Бреккюфьядль с правого берега Боргар-фьорда